# ابن الشجري
هبة الله بن علي بن محمد بن حمزة بن علي بن عبيد الله بن حمزة بن محمد بن عبيد الله بن علي الملقب بأغر بن الأمير عبيد الله المعروف بالطبيب بن عبد الله بن الحسن بن جعفر بن الحسن بن الحسن بن علي بن أبي طالب (450 - 542 هـ/1058 - 1147م) هو أديب ونحوي بغدادي، ويعتبر من أشهر نحاة القرن الخامس والسادس الهجري، ولد في بغداد لأسرة نقيب للطالبيين بالكرخ، وتوفي فيها. عاصر ابن الشجري العديد من الخلفاء العباسيين. وكان أبو البركات الأنباري معلِّمه، غير أنَّه أخذ العلم عن غيره أيضاً مثل ابن طباطبا العلوي، ويحيى بن محمد، والخطيب التبريزي، ويحيى بن علي، وعمر ابن إبراهيم العلوي الزيدي. ذكر بعض المؤرخين أنَّه كان متشيعاً، وتولى نقابة الطالبيين بالكرخ خلفاً لوالده، وهو منصب ديني رفيع.

## مؤلفاته
له أربع مؤلفات وصلت إلينا:
- الأمالي. أهم مؤلفاته على الإطلاق، وتحدث فيه عن مسائل في النحو والصرف والأدب والبلاغة والتاريخ والأخبار.
- الحماسة. مجموعة شعرية انتقاها ابن الشجري لشعراء عرب، ووضعها على نفس أسلوب الحماسات الأخرى، كالتي لأبي تمام الطائي وغيره.
- مختارات ابن الشجري. مجموعة شعرية أخرى لشعراء في الأغلب جاهليين، ووردت فيها كذلك أوصاف وتراجم للشعراء.
- مجموعة رسائل يتهكم فيها على أبي نزار النحوي، ويسخر من علمه في النحو واللغة.

هناك مجموعة أخرى من مؤلفاته لم تصل إلينا سوى عناوينها وكذلك أوصاف لمحتوياتها. ومن هذه شرح «التصريف الملوكي» لابن جني وكذلك شرح «اللمع» لابن جني. وله كتاب قصير أسماه الانتصار، يرد فيه على انتقادات صدرت من قبل ابن الخشاب على كتابه الأمالي.